# Born (película de 2007)
Born, conocida como Embrión del mal en España y El nacimiento del horror en Hispanoamérica, es una película estadounidense de terror producida en el 2007. Fue dirigida por el director Richard Friedman y el guion es de Alex D´Lerma. 

## Sinopsis
Mary Elizabeth es una chica virgen de 21 años perteneciente a una familia cristiana conservadora, que un día en un cementerio provocada por una fuerza sobrenatural extraña se despierta embarazada, sin tener ninguna explicación. Tras cumplirse la profecía del apocalipsis y transcurriendo los días, Mary, como la elegida de Satanás, es poseída por una diabla o demonio hembra. Su embarazo provocará las muertes humanas y más adelante, en estado consciente, se dará cuenta de que en su interior está esperando al hijo del diablo, el Anticristo, que cuya misión al nacer será destruir la Tierra.

## Reparto
- Alison Brie
- Denise Crosby
- Eddie Vélez
- Kane Hodder